# Anna Tyszkiewicz
Anna Maria Ewa Apolonia Tyszkiewicz, née le 26 mars 1779 à Varsovie et morte le 16 août 1867 à Paris 8e, est une noble polonaise.
Elle est connue sous le nom de comtesse Potocka.

## Biographie
Fille de Ludwik Tyszkiewicz et Konstancja Poniatowska, elle se marie avec Aleksander Stanisław Potocki le 15 mai 1805 à Wilno. Veuve en 1845, elle épouse en secondes noces Stanislas Wąsowicz.
Elle repose au cimetière de Montmartre dans une belle chapelle ornée.

## Mémoires
Ses mémoires couvrent la période 1794-1820.

## Descendance
- August Potocki (1806-1867) (pl)
- Natalia Potocka (pl) (1807-1830)
- Maurycy Potocki (pl) (1812-1879)